# Dennis Hull
Dennis William Hull (* 19. November 1944 in Pointe Anne, Ontario) ist ein ehemaliger kanadischer Eishockeyspieler. Zwischen 1964 und 1978 spielte er in der National Hockey League für die Chicago Black Hawks und die Detroit Red Wings auf der Position des linken Flügelstürmers. Er ist der Bruder von Bobby Hull und der Onkel Brett Hulls; beides Mitglieder der Hockey Hall of Fame.

## Karriere
Dennis Hull spielte von 1960 bis 1964 in der Juniorenliga Ontario Hockey Association (OHA) für zwei Teams der kanadischen Stadt St. Catharines; den Teepees und den Black Hawks. Nach einer für ihn erfolgreichen vierten OHA-Saison, in der er in 55 Spielen 48 Tore und insgesamt 97 Scorerpunkte erzielte, schaffte er zu Beginn der Saison 1964/65 den Sprung in die National Hockey League (NHL). Er wurde von den Chicago Black Hawks unter Vertrag genommen, bei denen sich sein Bruder Bobby Hull bereits zum Leistungsträger und Starspieler etabliert hatte. Er beendete seine Rookie-Saison in der NHL mit 14 Punkten aus 55 Spielen.
Nachdem Hull die Folgesaison zeitweise bei den St. Louis Braves in der Central Professional Hockey League verbrachte, konnte er sich ab der NHL-Spielzeit 1966/67 als Stammspieler der Black Hawks durchsetzen. Obgleich sich seine Leistung und Punktefrequenz in den folgenden Jahren auf einem guten Niveau befanden, stand er bis zu Bobby Hulls Wechsel in die World Hockey Association (WHA) zu den Winnipeg Jets 1972 stets im Schatten seines berühmten Bruders und Teamkollegen.
Seine statistisch beste NHL-Saison hatte der Flügelspieler in der Saison 1972/73, als er in 78 absolvierten Spielen 39 Tore sowie 51 Torvorlagen erzielte. Zusätzlich steuerte er in den Play-offs dieser Spielzeit 24 weitere Scorerpunkte in den 16 Play-off-Partien der Black Hawks bei, bevor er mit seiner Mannschaft im Stanley-Cup-Finale in der Best-of-Seven-Serie nach sechs Spielen den Montréal Canadiens unterlag.
Nach 13 Spielzeiten bei den Chicago Black Hawks wurde Dennis Hull am 2. Dezember 1977 im Tausch gegen einen Viertrunden-Wahlrecht für den NHL Entry Draft 1980 (Carey Wilson) zu den Detroit Red Wings transferiert. Für die Red Wings war der Angreifer noch eine Saison aktiv und beendete im Anschluss an diese Spielzeit seine Karriere.

## International
Nachdem sein Bruder Bobby Hull auf Grund seines Wechsels in die World Hockey Association von der Summit Series 1972 ausgeschlossen wurde, wollte auch Dennis Hull seine Teilnahme am Turnier absagen. Bobby überzeugte Dennis jedoch, am Turnier teilzunehmen. Bei der Summit Series 1972 spielte er für die kanadische Nationalmannschaft mit den beiden Hockey-Hall-of-Fame-Mitgliedern Jean Ratelle und Rod Gilbert von den New York Rangers in einer Angriffsreihe und erzielte in vier Partien zwei Tore sowie zwei Torvorlagen.

## Erfolge und Auszeichnungen
- 1964 OHA First All-Star-Team
- 1969 Teilnahme am NHL All-Star-Game
- 1971 Teilnahme am NHL All-Star-Game
- 1972 Teilnahme am NHL All-Star-Game
- 1973 Teilnahme am NHL All-Star-Game
- 1973 NHL Second All-Star-Team
- 1974 Teilnahme am NHL All-Star-Game

## Karrierestatistik

### International
(Legende zur Spielerstatistik: Sp oder GP = absolvierte Spiele; T oder G = erzielte Tore; V oder A = erzielte Assists; Pkt oder Pts = erzielte Scorerpunkte; SM oder PIM = erhaltene Strafminuten; +/− = Plus/Minus-Bilanz; PP = erzielte Überzahltore; SH = erzielte Unterzahltore; GW = erzielte Siegtore; 1 Play-downs/Relegation; Kursiv: Statistik nicht vollständig)